# Dénes Viktor
Dénes Viktor (Budapest, 1986. november 13. –) magyar színész, rendező.

## Élete
Földessy Margit drámastúdiójába, később két évig a Nemzeti Színház stúdiójába járt. 2008-2013 között a Színház- és Filmművészeti Egyetem hallgatója volt, gyakorlatát a Katona József Színházban töltötte. 2013-2016 között a Miskolci Nemzeti Színház tagja. 2016-tól szabadúszó. 2020-tól a Budapesti Operettszínház tagja. A színészet mellett rendezéssel is foglalkozik. Az Európai Filmakadémia tagja.

### Magánélete
Felesége Horányi Juli énekes, akivel 2020-ban kötött házasságot.

## Filmes és televíziós szerepei
- A renitens (2024) ...Bakonyi Ferenc
- Örök hűség (2022) ...Bor Miklós
- Doktor Balaton (2021–2022) ...Fülöp
- 200 első randi (2019) ...Balázs/Bálint
- Egy újabb hét a Cartoonon (2019)
- Egynyári kaland (2018–2019) ...Alex
- Bogaras szülők (2018)
- Tóth János (2017-2018) ...Ügyvéd
- Tömény történelem (2016)
- Kémek küldetése (2016)
- Munkaügyek (2014) ...Jelölt
- Terápia (2012) ...Gábor barátja
- Hacktion: Újratöltve (2012) ...Sziszi
- Presszó (2008) ...Robi
- Tűzvonalban (2008) ...Zoli
- Jóban Rosszban (2005–2008) ...Karesz
- Világszám! (2004) ...Őr
- Csocsó, avagy éljen május elseje! (2001)